# 西粟倉インターチェンジ
西粟倉インターチェンジ（にしあわくらインターチェンジ）は、岡山県英田郡西粟倉村影石の鳥取自動車道のインターチェンジである。

## 概要
佐用JCT方面の鳥取自動車道（高速自動車国道）と鳥取IC方面の志戸坂峠道路（鳥取自動車道に並行する一般国道自動車専用道路（A'区間））の実質的な境界となるインターチェンジである。
ただし、実際の両道路の境界は西粟倉ICの0.3 km南（佐用JCT方面オンランプ・オフランプ）にある。これは、西粟倉ICが当初は現在のICから約500 m南の西粟倉村役場付近に設置される予定であったことに由来する。
志戸坂峠道路開通当初の起点は国道373号（智頭街道）との丁字交差点であった。その後同道路がA'区間に指定され、当初の西粟倉IC予定地まで路線が延伸されることとなった。ICの位置は再変更され、丁字交差点の位置に整備された。

## 歴史
- 1994年（平成6年）12月19日：志戸坂峠道路1期区間の岡山県側（のちの西粟倉IC ‐ 坂根間）が開通。
- 2013年（平成25年）3月23日：大原IC - 西粟倉IC間開通に伴い、供用開始[1]。

## 周辺
- あわくら温泉駅（智頭急行・智頭線）
- 道の駅あわくらんど
- あわくら温泉

## 接続する道路
- 直接接続
  - 国道373号

## 料金所
- 国土交通省が管轄する無料区間のため、料金所は設置されていない。

## 隣
E29 鳥取自動車道
(2) 大原IC/BS - 西粟倉BS - (3) 西粟倉IC/道の駅あわくらんど - 坂根交差点 - 駒帰交差点 - 福原PA/BS（PAは上り線のみ） - (4) 智頭南IC（佐用方面出入口のみ）